# Viticulture au Luxembourg
 (juillet 2020).
Si vous disposez d'ouvrages ou d'articles de référence ou si vous connaissez des sites web de qualité traitant du thème abordé ici, merci de compléter l'article en donnant les références utiles à sa vérifiabilité et en les liant à la section « Notes et références ».

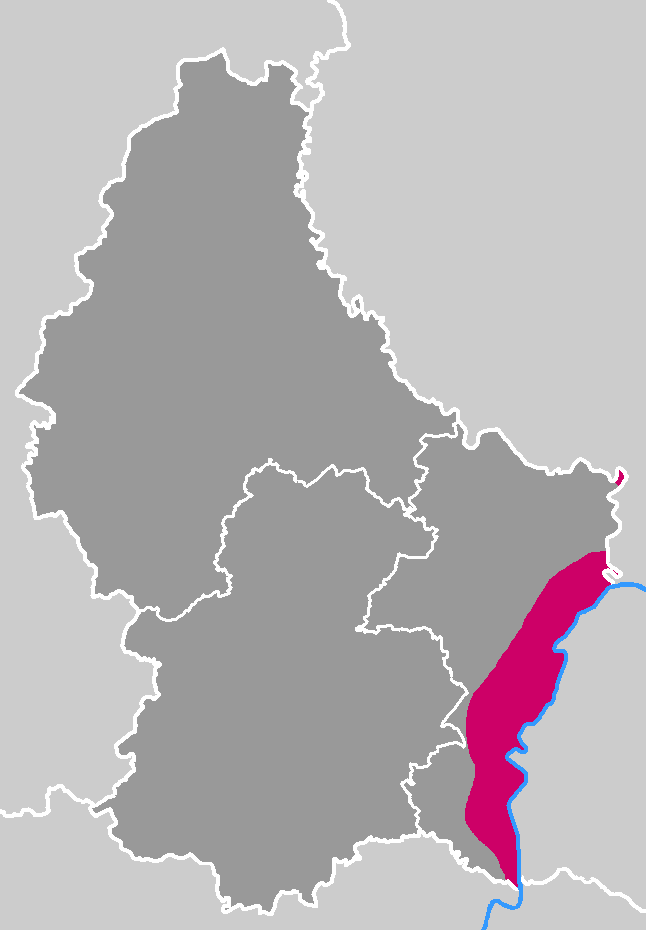
Zone de production

La viticulture au Luxembourg s'étend le long de la vallée de la Moselle. C'est l'une des régions les plus septentrionales pour la culture de la vigne. Elle bénéficie d’un micro-climat qui rehausse les températures de 1 ou 2 °C.
Sur 42 km, de Schengen à Wasserbillig, sur les coteaux de la rivière, le vignoble luxembourgeois profite de l'exposition Sud-Ouest sur une superficie de 1 235 hectares. Doté d'un sol calcaire au nord et d'une marne argileuse au sud, il s'est enrichi au fil des siècles de cépages nobles qui produisent des vins fins divers, des vins mousseux et les crémants de Luxembourg.
Les cépages les plus répandus sont dans l'ordre : le rivaner (alias müller-thurgau), le pinot gris, l'auxerrois, le riesling, le pinot blanc, le pinot noir, l'elbling, le chardonnay, et le gewurztraminer.

## Histoire

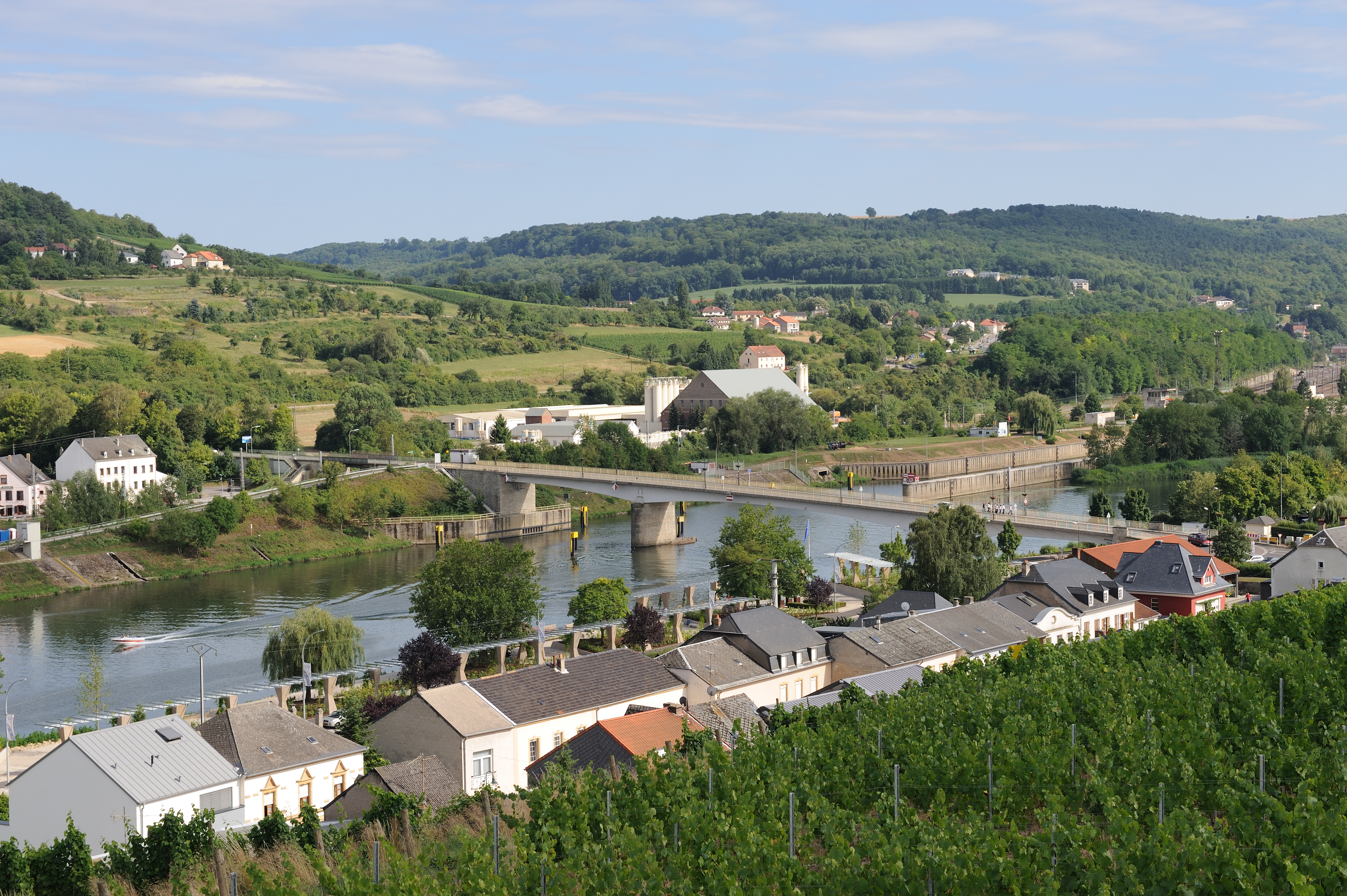
La Moselle au tripoint Luxembourg (avant-plan) – Allemagne (arrière-plan à gauche) – France (arrière-plan à droite). Vue depuis le mont Markus (Markusbierg).

La vallée de la Moselle connaît depuis toujours une tradition viticole. Les Celtes, les Gaulois puis les Romains y cultivèrent la vigne avant que les monastères ne s'en emparent au Moyen Âge et étendent le vignoble à une grande partie du pays. Mais les rigueurs de l'hiver 1709 rendirent à la Moselle son exclusivité viticole.[pas clair]
Jusqu'au début du XXe siècle, les vignerons luxembourgeois se contentent de produire de l'Elbling en masse pour l'envoyer en grande partie en Prusse où il est utilisé dans des cuvées de producteurs allemands. Après la Première Guerre mondiale et le traité de Versailles le Luxembourg quitte l'union douanière allemande, le Zollverein, ce qui met le secteur viticole dans une situation délicate. Ce n'est qu'après l'accord d'une Union douanière avec la Belgique (1922), la fondation de l'Institut viti-vinicole à Remich (1925) et la création de la Marque Nationale (1935) que le vignoble se diversifie et se développe.
Depuis les années 1980, l'introduction de la dénomination « Moselle Luxembourgeoise - Appellation contrôlée », la création de l'appellation « Crémant de Luxembourg », puis celle des mentions particulières « Vendanges Tardives », « Vin de Glace » et « Vin de Paille », ainsi que les « Vins barrique » confèrent au vignoble sa réputation actuelle soutenue désormais par la Commission de Promotion des Vins et Crémants de Luxembourg.

## La réglementation luxembourgeoise
La « Marque Nationale des Vins luxembourgeois » a été créée le 12 mars 1935[réf. nécessaire]. Apposée sur une étiquette rectangulaire au dos de la bouteille, la mention « Marque Nationale-Appellation contrôlée » certifie l'origine et la qualité du vin, sous le contrôle du Duché.

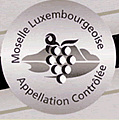
Logo de la Marque Nationale des Vins luxembourgeois.

Un règlement grand-ducal de 2001 fixe les conditions d'attribution de la marque. Le vin doit être soumis à des examens analytiques au laboratoire de l’Institut Viti-Vinicole et recueillir au moins 12 points sur 20 lors de l’examen organoleptique, portant sur la couleur, la limpidité, l'odeur et la saveur, pratiqué par les membres de la commission de dégustation de la Marque Nationale des Vins Luxembourgeois.
- Avec 14 points, c'est un « Vin classé » ;
- avec 16 points un « Premier Cru » ;
- et avec 18 points un « Grand Premier Cru ».

Les mentions particulières « Vendanges Tardives », « Vin de Glace » et « Vin de Paille » correspondent à des critères complémentaires précis, réglementés depuis le 8 janvier 2001.
Ces règlements ont été abrogés en 2016.

## Encépagement
| Cépages        | Superficie (ha) | Superficie (%) | Récolte (hL) | Récolte (%) | Rendements 2016 (hL/ha) | Rendements 2007-2016 (hL/ha) |
| -------------- | --------------- | -------------- | ------------ | ----------- | ----------------------- | ---------------------------- |
| Rivaner        | 300,7           | 23,9 %         | 23 082       | 28 %        | 76,8                    | 111,5                        |
| Pinot gris     | 192,8           | 15,3 %         | 10 442       | 13 %        | 54,2                    | 75,0                         |
| Auxerrois      | 184,3           | 14,7 %         | 13 091       | 16 %        | 71,0                    | 95,2                         |
| Riesling       | 159,6           | 12,7 %         | 9 818        | 12 %        | 61,5                    | 78,8                         |
| Pinot blanc    | 157,0           | 12,5 %         | 10 284       | 12 %        | 65,5                    | 94,7                         |
| Pinot noir     | 119,4           | 9,5 %          | 5 375        | 6 %         | 45,0                    | 68,3                         |
| Elbling        | 83,2            | 6,6 %          | 8 206        | 10 %        | 98,6                    | 126,5                        |
| Chardonnay     | 26,0            | 2,1 %          | 1 275        | 2 %         | 49,1                    | 68,8                         |
| Gewürztraminer | 20,9            | 1,7 %          | 1 046        | 1 %         | 50,0                    | 48,6                         |
| Divers         | 12,2            | 1,0 %          | 328          | 0,4 %       | 26,9                    | 46,7                         |
| TOTAL          | 1 256,1         | 100 %          | 82 947       | 100 %       | 66,0                    | 93,3                         |

## Crémant de Luxembourg

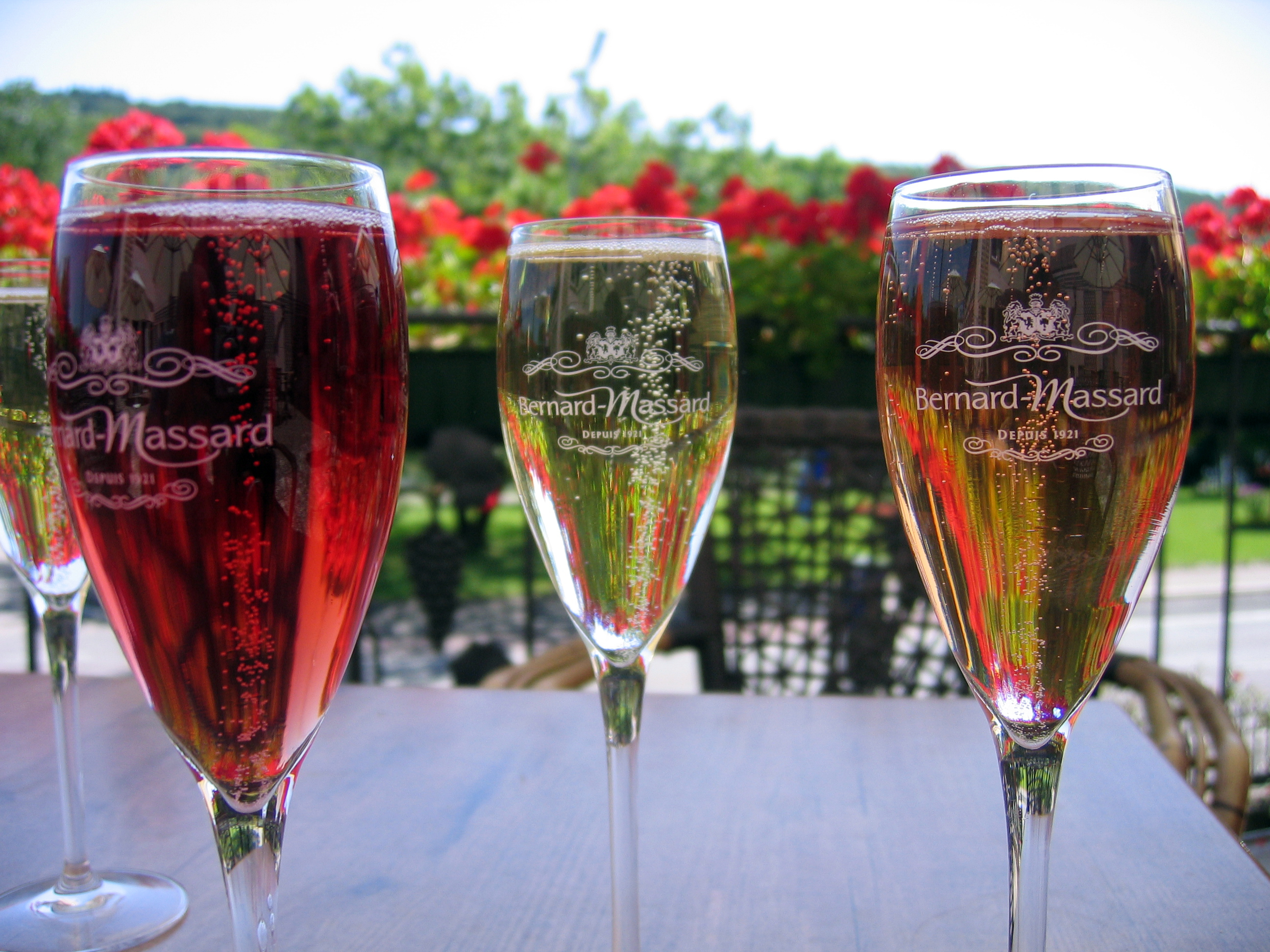
Trois crémants du Luxembourg

L'AOC Crémant de Luxembourg a été créée en 1991.
En 2013, le Luxembourg produisait 17 200 hectolitres de crémants par an, soit 35% de la production totale de vins du Duché.

## Localités et crus

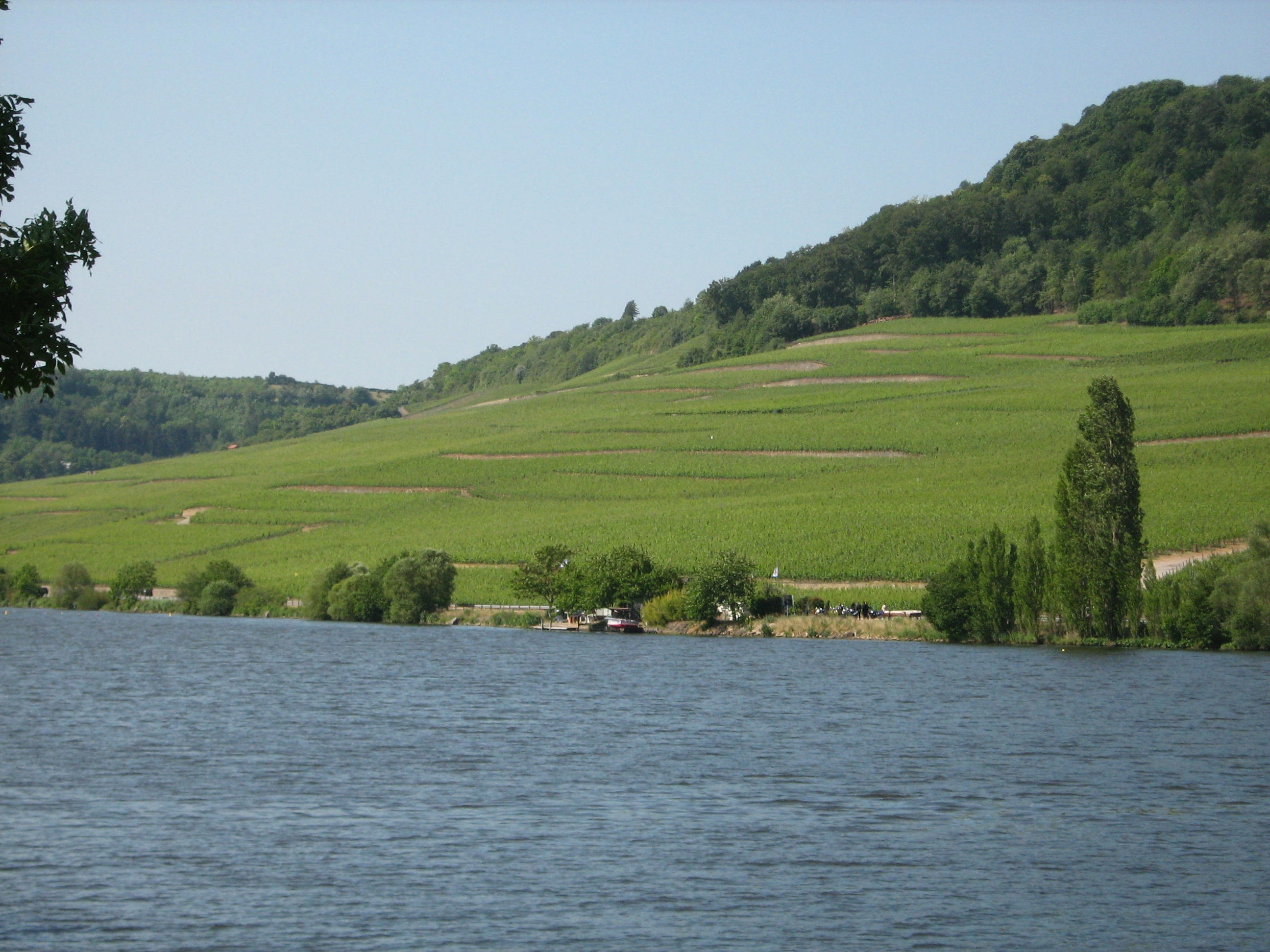
Vignobles de la vallée de la Moselle, près Machtum

- Ahn avec les crus Palmberg, Gëllebour oder Göllebour, Heiligenhäuschen, Helenterbour, Hohfels, Pietert, Steinkaul, Vogelsang, Wacholderberg, Weinbour
- Bech-Kleinmacher avec les crus Enschberg, Falkenberg, Fusslach, Galgenbier, Goldberg, Gottesberg oder Gottesgôf, Hischnerg, Jongeberg, Kurschels, Naumberg, Roetschelt, Scheuerberg, Steinrausch, Stencheswengert, Perdeg, Zehrenberg
- Bous avec le cru Johannisberg
- Ehnen avec les crus Bidelt, Brommelt, Dieffert, Ehnerberg oder Einerberg, Heiligenhäuschen, Hutte, Kelterberg, Konwelt, Leitschberg, Mestechberg, Primerberg, Reisselt, Rosemen, Stoudt, Wousselt, Zenner
- Ellange
- Ehnen avec les crus Kohll-Leuck
- Erpeldange
- Gostingen
- Greiveldange avec les crus Bensberg, Dieffert, Fels, Herrenberg, Hütte, Primerberg
- Grevenmacher avec les crus Cotes, Fels, Groard, Kraizerberg, Leitschberg, Pietert, Rosenberg
- Hettermillen
- Lenningen
- Machtum avec les crus Alwengert, Fels, Gollebour, Hohfels, Ongkaf, Schuwer, Widdem
- Mertert avec les crus Bocksberg, Elterberg, Fels, Herrenberg, Hohfels, Koeppchen, Nussbaum, Ongkaf
- Mondorf-les-Bains
- Niederdonven avec les crus Bauschberg, Diedenacker, Fels
- Oberdonven
- Remerschen avec les crus Jongeberg, Kreitzberg, Kreitchen, Reith, Rodenberg
- Remich avec les crus Altenberg, Fels, Goldberg, Haelwengert, Hopertsbour, Kirchgarten, Naumberg, Primerberg, Rochers
- Rolling
- Rosport avec le cru „Hoelt“
- Schengen avec les crus Fels, Markusberg
- Schwebsange avec les crus Dieffert, Hehberg, Kolteschberg, Letscheberg, Steilberg
- Stadtbredimus avec les crus Brett, Diefert, Fels, Goldberg, Heide, Hosbusch, Koeppchen, Primerberg, Rousegerb, Wolwergruef
- Wasserbillig
- Wellenstein avec les crus Brauneberg, Enschberg, Foulschette, Jongeberg, Knipp, Kurschels, St. Annaberg, Veilchenberg
- Wintrange avec les crus Felsberg, Hommelsberg
- Wormeldange avec les crus Ehnerberg, Elterberg, Gaaschtwengert, Kelterberg, Koeppchen, Mohrberg, Heiligenhäuschen, Niedert, Nussbaum, Pietert, Pieteschwengert, Schengenfels, Stiercherg, Weinbour, Wousselt